# 1983年の航空

## 航空に関する出来事

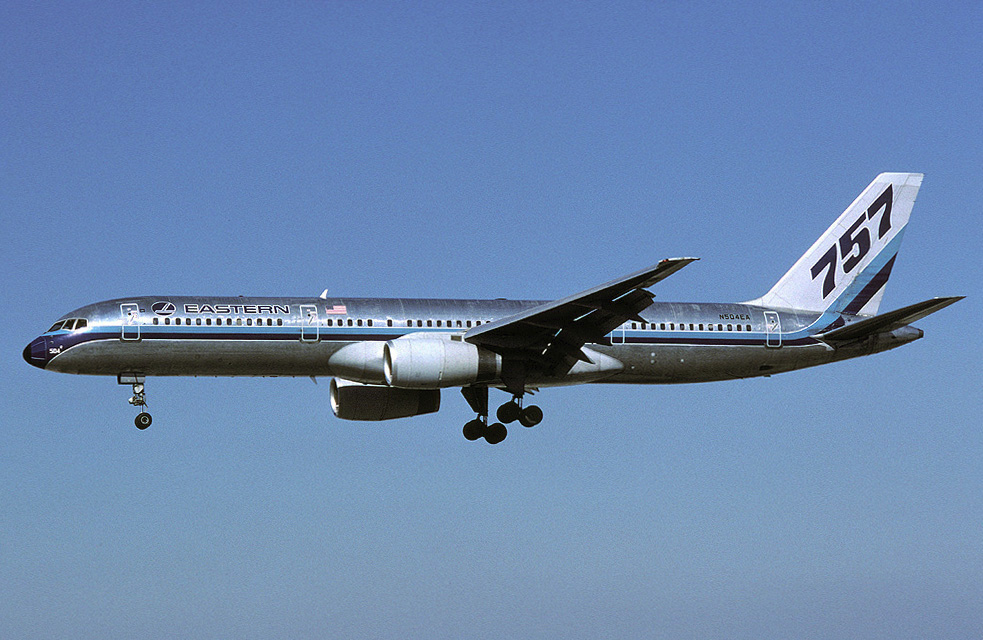
イースタン航空のボーイング757

- 1月1日 - イースタン航空が、ボーイング757による商業飛行を開始した。
- 1月25日 - サーブ340の原型機、SF340が初飛行
- 1月30日 - 格安航空会社、サン・カントリー航空（Sun Country Airlines）が運航を開始した。
- 2月1日 - ボーイング社が、ボーイング727の生産を終了した。
- 2月9日 - ブリティッシュ・エアウェイズがボーイング757の運航を開始した。
- 3月16日 - ボーイング767が、ポルトガルのリスボンからワシントン州のボーイング飛行場まで8,798kmを無着陸飛行し、双発ジェット旅客機の記録を樹立した。
- 5月26日 - リアジェット55がロサンゼルスとル・ブルジェ空港間の飛行で、722km/hの速度と9,101kmの距離のビジネスジェットの記録を作った。
- 6月1日 - シンガポール航空がアジアの航空会社で初めて6機のボーイング757を購入することを発表した。
- 6月2日 - エア・カナダ797便（ダグラス DC-9-32）が、機内で出火したためシンシナティ空港へ緊急着陸を行った後、爆発炎上し、23人が死亡した。 （エア・カナダ797便火災事故）
- 7月1日 - ギニアのコナクリ空港に向かう北朝鮮のIl-62Mが、ギニアビサウのFouta Djall山に墜落し23人が死亡した。
- 7月8日 - ジェネラル・ダイナミクスが、1000機目のF-16 ファイティングファルコンを製造した。
- 7月22日 - ディック・スミスがヘリコプター、ベル ジェットレンジャーIIIで、56742kmを飛行し、最初の単独世界一周飛行を達成した。

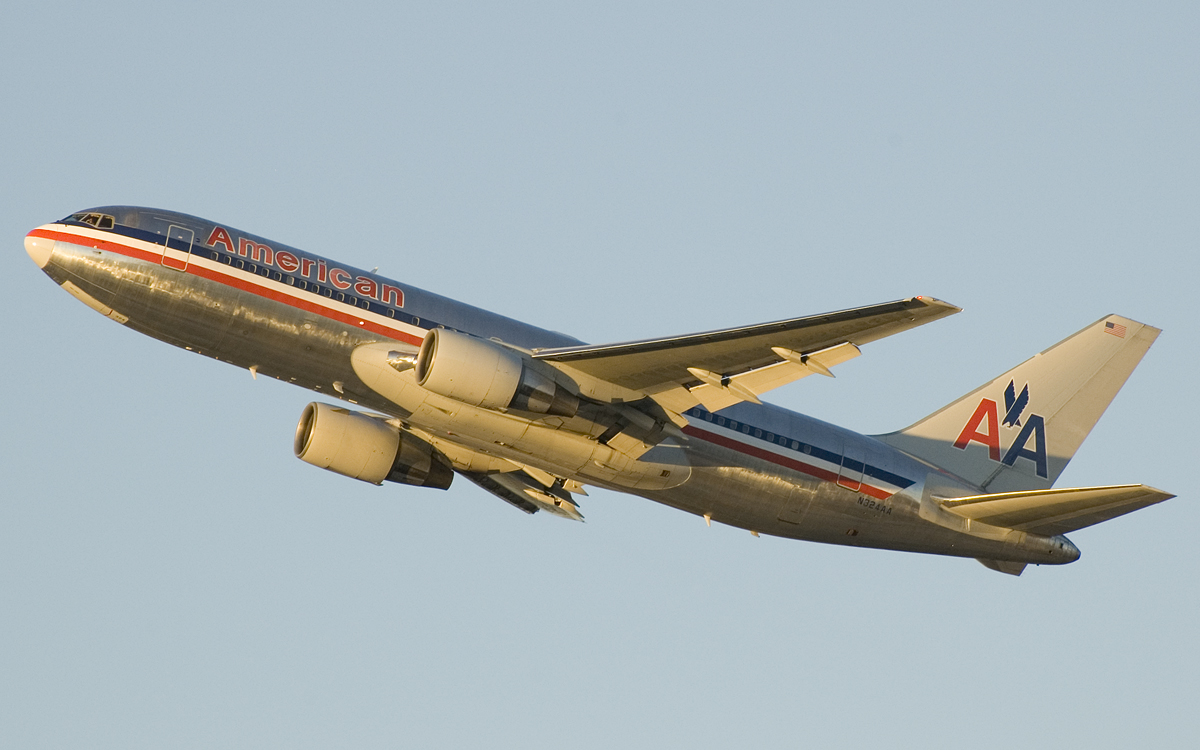
ボーイング767-200

- 7月23日 - エア・カナダ143便（ボーイング767-200）が、高度41,000フィート（約12,000m）で燃料切れを起こしたが、パイロットの操縦により滑空し、マニトバ州ギムリーの元カナダ空軍基地内に着陸を果たした。（ギムリー・グライダー）
- 8月1日 - アメリカウエスト航空が、フェニックスを拠点に運航を開始した。
- 8月9日 - 防衛庁技術研究本部がT-2を改造したCCV研究機が初飛行した。
- 8月24日 - ビジネス・ジェットのチャレンジャー 601がカナダのカルガリーからロンドンまで6982kmの飛行を行った。
- 9月1日 - 大韓航空のボーイング747が、航法ミスでソビエト連邦の領空を侵犯したために、ソ連防空軍の戦闘機により撃墜され、269人が死亡した。（大韓航空機撃墜事件）
- 10月18日 - パンアメリカン航空とアメリカン航空が保有旅客機の交換を発表した。パンアメリカン航空のマクドネル・ダグラス DC-10とアメリカン航空の8機のボーイング747が引き換えることが合意された。
- 10月26日 - パンアメリカン航空のボーイング707の就航25周年を祝う飛行が行われた。
- 11月11日 - スペインのCASAとインドネシアのIPTNで共同開発された中距離ツインターボプロップ機、CASA CN-235が初飛行した。
- 12月9日 - デルタ航空に、1000機目に生産されたボーイング737が引き渡された。

## 1983年に初飛行した機体の画像

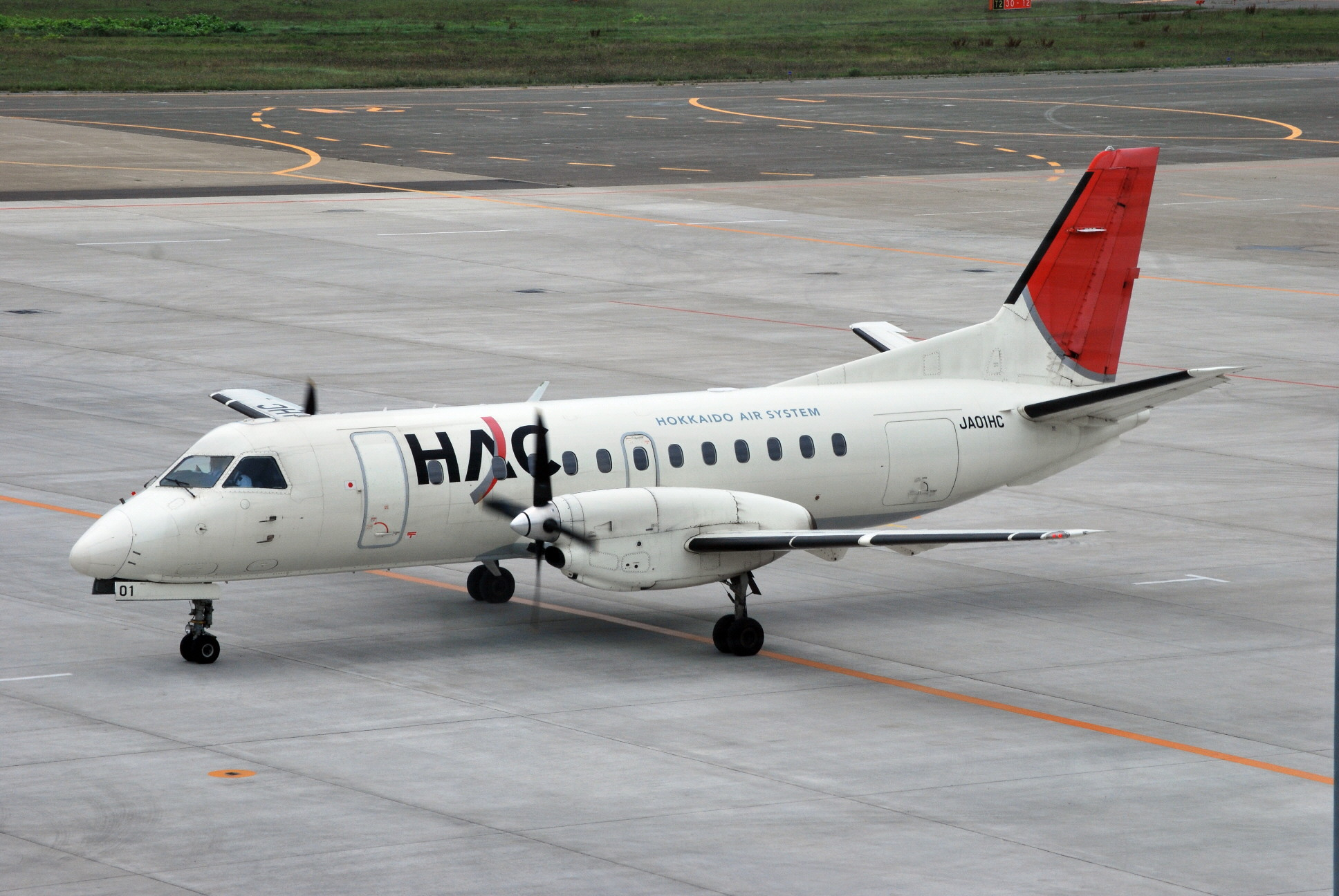
サーブ 340 （1月25日）
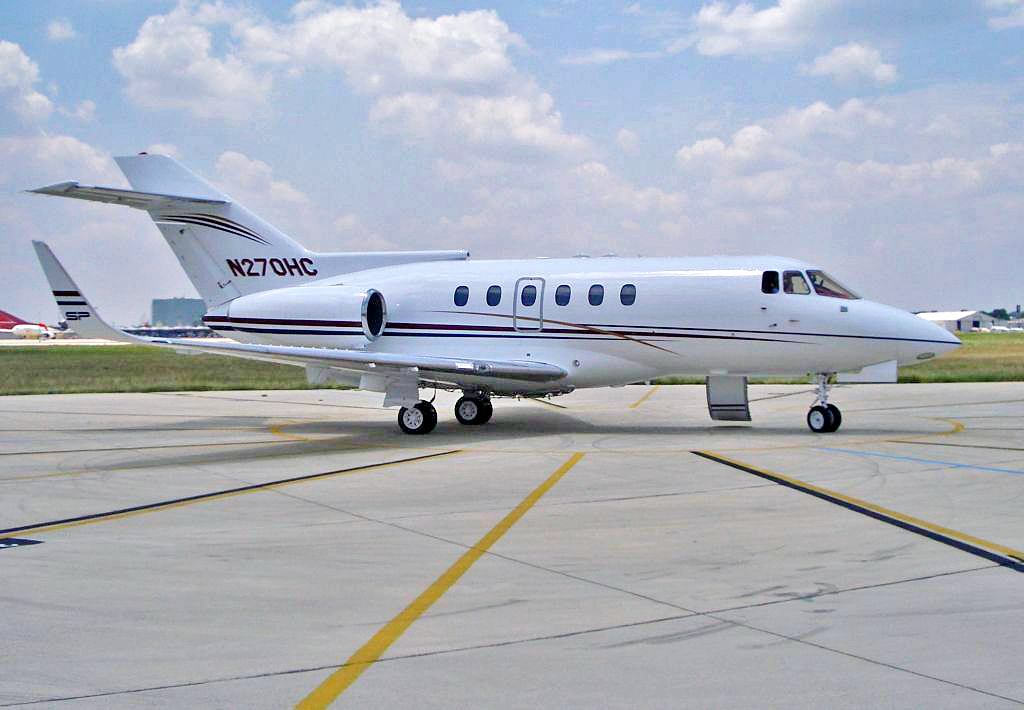
ホーカー 800 （5月28日）
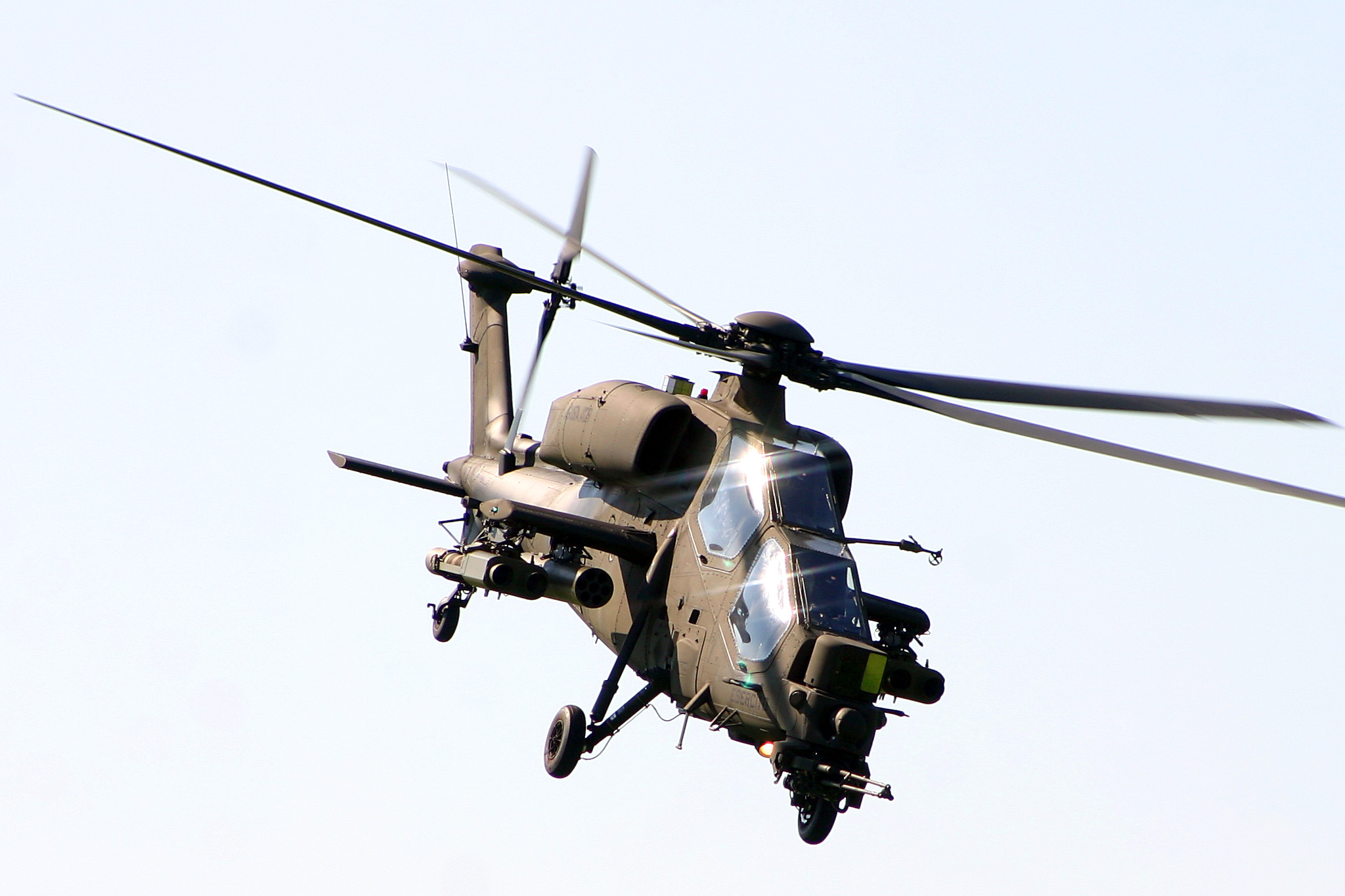
A129 マングスタ （9月11日）
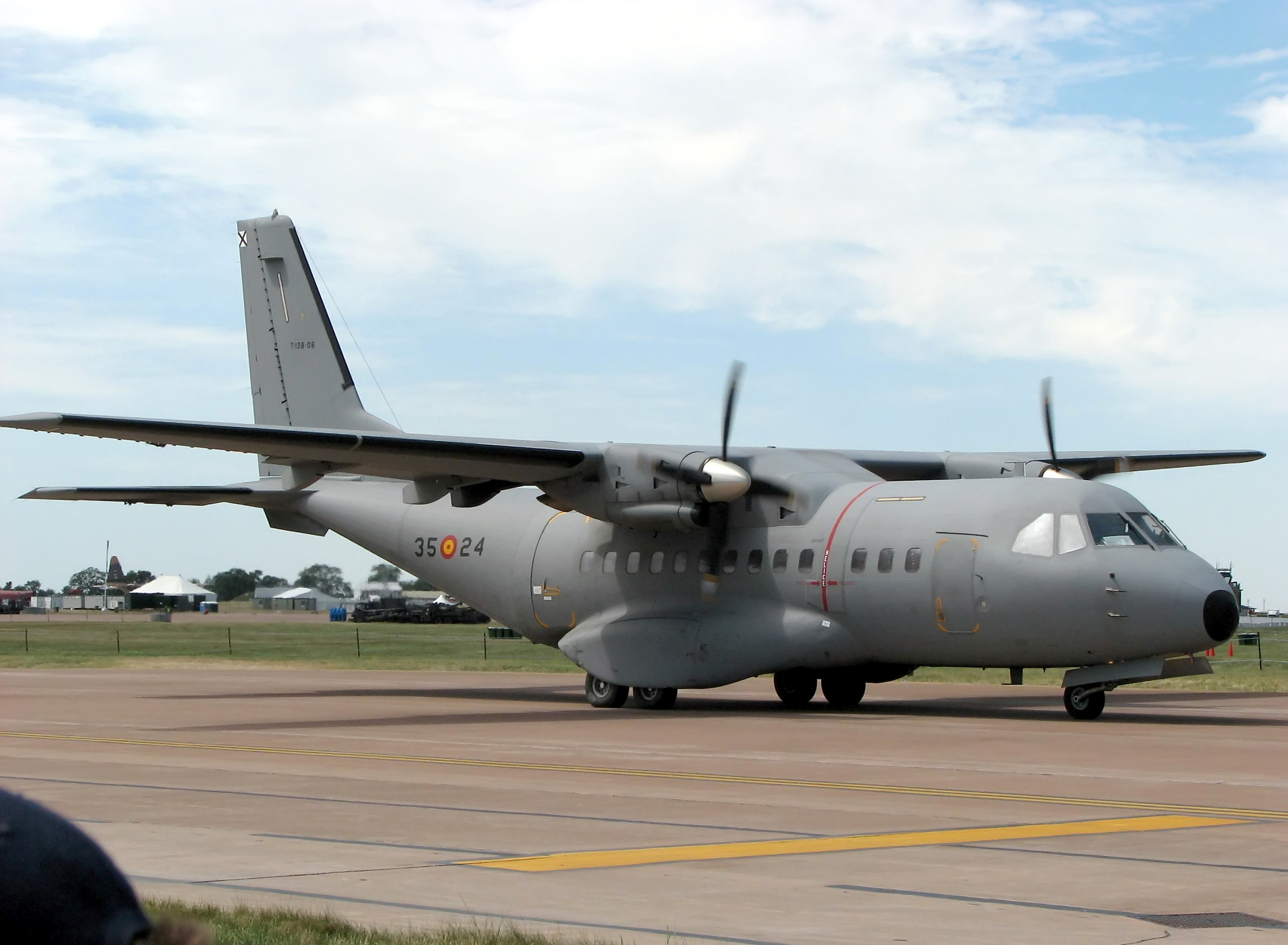
CASA CN-235 （11月11日）

## 航空に関する賞の受賞者
- ハーモン・トロフィー：サリー・ライド
- デラボー賞：ジョン・ヤング (USA)
- FAI・ゴールド・エア・メダル： Jan Mikula--チェコのアエロバチックパイロット